# Comité interministériel du renseignement
Pour les articles homonymes, voir CIR.
Le Comité interministériel du renseignement (CIR) est un organisme interministériel de coordination des services de renseignement français, qui a été créé en 1959, et remplacé en 2010 par le Conseil national du renseignement.

## Missions
Le CIR a été prévu à l'article 13 de l'ordonnance no 59-147 du 7 janvier 1959 portant organisation générale de la Défense (cet article ayant ensuite été codifié en 2007 à l'article D*1132-39 du code de la Défense). Le CIR est ainsi chargé d'assurer l'orientation et la coordination des activités des services qui concourent au renseignement, sous l'autorité du Premier ministre. À cette fin, il élabore un plan national de renseignement, soumis à l'approbation du président de la République.
Sa composition et ses attributions ont été fixées successivement par plusieurs décrets :
- le décret no 62-1208 du 17 octobre 1962[3] ;
- le décret no 89-258 du 20 avril 1989[4].

## Affaire Clearstream 2
Le 25 mai 2006, dans la note de synthèse de sept pages jointe au dossier judiciaire, Me Jean-Marc Fédida, avocat d'Alain Madelin, a demandé aux magistrats instructeurs de vérifier si le Comité interministériel de renseignement (CIR), dont Alain Juillet assurerait le secrétariat, « a été saisi » de l'affaire Clearstream 2.
Dans un communiqué du 25 mai 2006, le secrétariat général de la Défense nationale (SGDN) a précisé que Alain Juillet est « chargé de l'intelligence économique au sein du SGDN » mais « n'a pas de responsabilités au sein du CIR ». Le SGDN ajoute que le CIR « n'a jamais eu à traiter de l'affaire Clearstream » et « n'a jamais détenu de dossier relatif à cette affaire ».